# جوناثان كينورثي
جوناثان كينورثي (بالإنجليزية: Jonathan Kenworthy)‏ هو نحات بريطاني، ولد في 23 يونيو 1943 في ويندرمير في المملكة المتحدة.